# Gunzenhausen
Gunzenhausen je město na severozápadě Bavorska. Leží na jih od Norimberku. Má přibližně 17 tisíc obyvatel.

## Městské části
| - Aha (a Edersfeld) - Büchelberg - Cronheim (a Filchenhard) - Frickenfelden - Gunzenhausen - Laubenzedel (s částmi Sinderlach a Schnackenmühle) - Nordstetten - Oberasbach (a Obenbrunn) | - Pflaumfeld (a Steinacker) - Schlungenhof - Stetten (a Maicha) - Streudorf (s Höhbergem a Oberhambachem) - Unterasbach - Unterwurmbach (s Oberwurmbachem) - Wald (s částmi Mooskorb, Schweina, Steinabühl, Unterhambach) |

## Osobnosti města
- Simon Marius (1573–1624), astronom
- J. D. Salinger (1919–2010), americký spisovatel; po druhé světové válce zde působil jako příslušník amerických tajných služeb[2]

## Partnerská města
- Isle, Francie, 1985
- Frankenmuth, Michigan, USA, 1962